# Есмань (притока Клевені)
Е́смань, Є́смань — річка в Україні, в межах Шосткинського та Конотопського районів Сумської області. Права притока Клевені (басейн Дніпра).

## Опис
Довжина 50 км, площа водозбірного басейну 634 км². Похил річки 0,96 м/км. Долина коритоподібна, завширшки до 4 км, завглибшки до 40 м. Заплава двостороння, місцями (в середній течії) заболочена. Річище помірно звивисте, завширшки до 15 м. Використовується на зрошення, рибництво. Споруджено 4 невеликі водосховища, серед яких — Скоропадське та Павлівське озера. Вздовж берегів створюються водоохоронні смуги.

## Розташування
Есмань бере початок на північний схід від смт Есмань. Тече спершу на південний захід, у середній та нижній течії — переважно на південь, у пригирловій частині — знову на південний захід. Впадає до Клевені біля західної околиці села Ротівки. 
Основна притока: Чернеча, Рокита, Дунаєць (праві); Руда (ліва). 
Над Есманню — місто Глухів.

## Назва
З перської мови Есмань перекладаеться як «Прекрасний шлях»[джерело?].